# Sandra Kleinová
| Posities op de WTA-ranglijst Positie per einde seizoen: \| jaar \| rang enkelspel \| rang dubbelspel \| \| ---- \| -------------- \| --------------- \| \| 1993 \| 552 \| 834 \| \| 1994 \| 578 \| 632 \| \| 1995 \| 121 \| 236 \| \| 1996 \| 128 \| 315 \| \| 1997 \| 42 \| 446 \| \| 1998 \| 165 \| 388 \| \| 1999 \| 66 \| 280 \| \| 2000 \| 122 \| 277 \| \| 2001 \| 121 \| 663 \| \| 2002 \| 136 \| 910 \| \| 2003 \| 88 \| 321 \| \| 2004 \| 140 \| – \| \| 2005 \| 182 \| 348 \| \| 2006 \| 388 \| 618 \| \| 2007 \| 623 \| 748 \| |                |                 |
| jaar | rang enkelspel | rang dubbelspel |
| 1993 | 552            | 834             |
| 1994 | 578            | 632             |
| 1995 | 121            | 236             |
| 1996 | 128            | 315             |
| 1997 | 42             | 446             |
| 1998 | 165            | 388             |
| 1999 | 66             | 280             |
| 2000 | 122            | 277             |
| 2001 | 121            | 663             |
| 2002 | 136            | 910             |
| 2003 | 88             | 321             |
| 2004 | 140            | –               |
| 2005 | 182            | 348             |
| 2006 | 388            | 618             |
| 2007 | 623            | 748             |

Sandra Kleinová (Praag, 8 mei 1978) is een tennisspeelster uit Tsjechië. Haar favoriete ondergrond is tapijt. Zij speelt rechtshandig en heeft een tweehandige backhand. Zij was actief in het proftennis van 1993 tot in 2007.

## Loopbaan

### Enkelspel
Kleinová debuteerde in 1993 op het ITF-toernooi van Lohja (Finland). Zij stond in 1995 voor het eerst in een finale, op het ITF-toernooi van Turku (Finland) – hier veroverde zij haar eerste titel, door de Zweedse Sofia Finer te verslaan. In totaal won zij zes ITF-titels, de laatste in 2005 in Bolton (Engeland).
In 1995 speelde Kleinová voor het eerst op een WTA-hoofdtoernooi, op het toernooi van Praag. Zij bereikte er de kwartfinale. Zij stond later dat jaar voor de enige keer in een WTA-finale, op het toernooi van Nagoya – zij verloor van de Amerikaanse Linda Wild.
Tussen 1996 en 2004 kwam Kleinová 25 maal uit op een grandslamtoernooi. Haar beste resultaat op de grandslamtoernooien is het bereiken van de derde ronde, op het Australian Open 1997. Haar hoogste notering op de WTA-ranglijst is de 41e plaats, die zij bereikte in januari 1998.

### Dubbelspel
Kleinová was weinig actief in het dubbelspel. Zij won vier ITF-titels, de eerste in 1994 in Vítkovice (Tsjechië) samen met landgenote Denisa Chládková, de laatste in 2002 in Průhonice (Tsjechië) met de Slowaakse Ľubomíra Kurhajcová aan haar zijde.

### Tennis in teamverband
Kleinová kwam tweemaal uit voor Tsjechië op de Fed Cup – beide partijen verloor zij.

## Privé
Haar oom Jiří Hřebec speelde ook tennis, op de Davis Cup. Haar vader Ladislav Klein was musicus en haar moeder actrice. Zelf studeerde Kleinová aan de filmacademie.

## Palmares
| Legenda                |
| ---------------------- |
| Grandslamtoernooi      |
| Olympische Spelen      |
| Year-End Championships |
| Tier I                 |
| Tier II                |
| Tier III               |
| Tier IV & V            |

### WTA-finaleplaatsen enkelspel
| nr.              | finale     | toernooi   | ondergrond | tegenstandster | score    |
| ---------------- | ---------- | ---------- | ---------- | -------------- | -------- |
| gewonnen finales |            |            |            |                |          |
| geen             |            |            |            |                |          |
| verloren finales |            |            |            |                |          |
| 1.               | 1995-09-17 | WTA Nagoya | tapijt (i) | Linda Wild     | 4-6, 2-6 |

## Resultaten grandslamtoernooien
| Legenda | Legenda                          |
| ------- | -------------------------------- |
| g.t.    | geen toernooi gehouden           |
| l.c.    | lagere categorie                 |
| –       | niet deelgenomen                 |
| G       | uitgeschakeld in de groepsfase   |
| 1R      | uitgeschakeld in de eerste ronde |
| 2R      | uitgeschakeld in de tweede ronde |
| 3R      | uitgeschakeld in de derde ronde  |
| 4R      | uitgeschakeld in de vierde ronde |
| KF      | uitgeschakeld in de kwartfinale  |
| HF      | uitgeschakeld in de halve finale |
| F       | de finale verloren               |
| W       | het toernooi gewonnen            |
| w-v     | winst/verlies-balans             |

### Enkelspel
| toernooi        | 1996 | 1997 | 1998 | 1999 | 2000 | 2001 |    | 2003 | 2004 | w-v |
| --------------- | ---- | ---- | ---- | ---- | ---- | ---- | -- | ---- | ---- | --- |
| Australian Open | 1R   | 3R   | 1R   | 1R   | 1R   | –    | –  | 1R   | 2-6  |     |
| Roland Garros   | –    | 1R   | 1R   | –    | 1R   | 1R   | 2R | 1R   | 1-6  |     |
| Wimbledon       | –    | 1R   | 1R   | 1R   | 1R   | 1R   | 1R | 2R   | 1-7  |     |
| US Open         | 1R   | 1R   | 1R   | 1R   | 2R   | –    | –  | 1R   | 1-6  |     |